# Camarda
Camarda è una frazione della città dell'Aquila, situata alle pendici occidentali del Gran Sasso, a circa 800 m d'altitudine, lungo la strada statale 17 bis che da Bazzano sale a Campo Imperatore passando per Paganica, Tempera, Assergi e Fonte Cerreto, un tempo comune autonomo prima di essere aggregato al capoluogo ed ora sede della nona circoscrizione del comune.
In letteratura è conosciuta, soprattutto, attraverso la novella in rima dal titolo La bella di Camarda, opera di Emidio Cappelli, pubblicata nel 1857 e ristampata nel 1858.

## La storia
Camarda ha origine durante l'Alto Medioevo, quando un'incursione di Longobardi spinsero molti abitanti di Forcona (area archeologica sita nella zona di Bagno - località Civita di Bagno) a rifugiarsi nei luoghi limitrofi. Secondo la leggenda, il nome di Camarda deriva dal grido "Cama ardet!", urlato dai contadini che videro bruciare i loro covoni, a cui alcuni soldati Longobardi avevano messo fuoco.
Successivamente, Camarda fu uno dei borghi che contribuirono alla fondazione dell'Aquila. Da allora, questo borgo legò il suo destino a quello della città.
Nel XIX secolo, Camarda fu eletto Comune, ma presto perse questo titolo, per diventare semplicemente una delle frazioni dell'Aquila.
Trattasi del Regio decreto-legge del 29 luglio 1927 numero 1564 che prevede la soppressione e l'annessione al comune di Aquila degli Abruzzi dei comuni di Arischia, Bagno, Camarda, Lucoli, Paganica, Preturo, Roio, Sassa, nonché la frazione di San Vittorino del comune di Pizzoli. Nel 1947 Lucoli dopo essere stato per 20 anni una frazione dell'Aquila fu il solo a riuscire a ritornare comune autonomo a differenza degli altri 7 comuni soppressi.
I paesi che facevano parte nel 1927 del Comune di Camarda erano: Camarda, Filetto, Assergi, Aragno e Pescomaggiore
Il territorio dell'ex-Comune costituisce la nona circoscrizione del Comune dell'Aquila a parte la porzione dove sorge Aragno inserito nel consiglio terriroriale di partecipazione numero otto con Collebrincioni, San Giacomo, San Francesco, Torrione.
- 1488-1807: Università di Camarda (Provincia dell'Aquila)
- 1488: Contado aquilano
- 1699: Ducato di Assergi (Caffarelli)
- 1806: Baronia di Camarda ed Aragno (Hercolani-Gaddi)
- 1811-1816: Comune di Paganica
- 1816-1927: Comune di Camarda (Provincia e distretto/Circondario dell'Aquila,   Circondario/Mandamento di Paganica). Nel 1816 acquista Assergi, Filetto, Aragno e Pescomaggiore da Paganica.
- 1927-oggi: Frazione dell'Aquila

## Monumenti e luoghi d'interesse

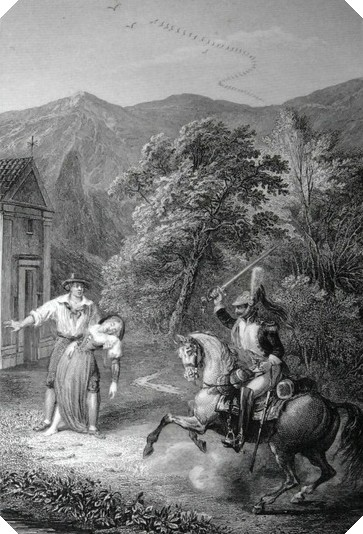
Incisione della novella La bella di Camarda (1857) di Emidio Cappelli; in vista sulla sinistra la chiesetta di Santa Maria Valleverde

### Castello feudale (XI secolo)
Il castello fu costruito nell'XI secolo sul punto più alto del colle del borgo, e fu posseduto da Atenulfo di Tempera. Lo storico aquilano Anton Ludovico Antinori racconta che il castello nel XVIII secolo era ancora in buono stato di conservazione, quando fu sventrato dal terremoto del 1703, che ne fece rimanere in piedi la torre puntone, e parte della muratura perimetrale. Il recinto originario era potenziato da quattro torri angolari, delle quali quella più antica oggi esistente, costruita dai Longobardi, e fortificata dai Normanni. Il castello nel 1424 subì anche l'assedio di Braccio da Montone, che dichiarò guerra ad Aquila. Il terremoto del 2009 ha lesionato parte della torre, che era rimasta in abbandono. La struttura attuale sovrasta il borgo antico di Camarda, e la parte delle mura perimetrali nell'Ottocento si è fusa con le abitazioni civili, mentre la torre di guardia è servito come postazione di controllo, e anche granaio o rimessa per vari oggetti. Tale torre ha pianta quadrata, con alcune feritoie, costruita in ciottoli di pietra, con la sommità obliqua.

### Fontana del Treo (XV secolo)
Si trova in Piazzetta del Treo, ossia il centro pubblico; è in pietra a forma circolare, con quattro gambali che sostengono il catino a ciotola per la cannella. Tale fontana è abbellita dalla presenza di una vicina torre medievale, successivamente rimodellata e trasformata in torre civica dell'orologio, a pianta ellittica, della quale solo uno spicchio è mostrato alla piazza, poiché il resto è stato inglobato in un palazzo. Tale torre ha sulla sommità una gabbia in ferro battuto con le campanelle per battere le ore.
L'orologio risale al 1873, e fu usato per scandire le ore di lavoro dei contadini, oltre a quello delle campane. Ci sono aneddoti circa la funzionalità di tale orologio, compromesso dal terremoto del 2009, poiché si dice che non sia mai stato preciso nel battere l'ora, a volte si arrestava, oppure anticipava i rintocchi, oppure prolungava i battiti per minuti e minuti. La leggenda popolare vuole che il mastro orologiaio non potenziò l'orologio come convenuto per il mancato pagamento di 5 lire, e che si fosse vendicato per questo manomettendo il meccanismo.

### Chiesa di Santa Maria Valleverde (XVI secolo)
Si trova nella strada tra Camarda e Filetto. Ha un aspetto settecentesco, benché probabilmente risalga al Cinquecento; ha pianta rettangolare a capanna con navata unica all'interno. L'esterno è molto semplice, realizzato in pietra con un portale rettangolare sormontato da un semplice finestrone centrale, poiché è stata usata come chiesa campestre, citata anche da Cappelli ne La bella di Camarda. L'interno, all'ingresso, è ornato da una schola cantorum con tre arcate principali, la volta è a botte, e paraste scorrono sui lati per scandire dei riquadri con delle tele ex voto. L'abside semicircolare è molto semplice, con una cornice che scandisce l'arco della lunetta, completamente stuccato.. La sola finestra presso il retro non è in asse di simmetria con il trono del presbiterio.

### Chiesa della Madonna di Valleverde (XVI secolo)
Si trova tra il paese di contrada Filetto. Oggi ha aspetto del Settecento dopo il sisma del 1703; e ha pianta rettangolare a navata unica. L'interno sobrio è barocco. L'esterno è molto semplice, realizzato in pietra, con pianta rettangolare a capanna, stante a dimostrare che la chiesa nacque come Oratorio campestre.

### Antica chiesa di San Giovanni Battista, o "Chiesa Vecchia" (XIV secolo)
Si trova nelle alture collinari del territorio di Filetto, ricostruita nel XV secolo, usata come chiesa parrocchiale sia dai popolani di Camarda che di Filetto. Lo storico Antinori in una ispezione del 1727 la descrive in cattivo stato di conservazione, poiché l'ultimo restauro risaliva al 1539. Infatti dopo il terremoto del 1703 la sede della parrocchia fu spostata nella chiesa di Sant'Antonio. Nella visita del 1726, il Monsignor Taglialatela prescrisse di riparare l'altare maggiore e quello del Crocifisso, e di murare la porta principale, in attesa dei restauri. La chiesa cambiò nome in "Madonna delle Grazie", come descritto nella visita pastorale di Sabbatini del 16 settembre 1759, mentre nel catasto del 1809 era citata come Madonna del Buonconsiglio, oppure "Chiesa Vecchia", dacché il nuovo borgo di Filetto si era sviluppato con una chiesa dentro le mura. Nel 1821 la chiesa era descritta in non perfette condizioni, e siccome non svolgeva da anni la funzione di parrocchia, si propose di adibirla a cappella mortuaria per il cimitero. La chiesa da quegli anni fino al 1884 fu restaurata più volte, anche se però accadde che fu approvato il progetto comunale di Camrda per la costruzione del nuovo cimitero civile. Con le nuove leggi statali la chiesa non fu più usata per tumulazione dei morti, con la costruzione di cappelle private, e quindi la "chiesa vecchia" fu abbandonata a sé stessa per 200 anni, rovinando completamente.
Oggi rimangono le mura perimetrali e sparuti resti di decorazioni del passato, poiché l'Antinori la descrisse come riccamente affrescata di dipinti cinquecenteschi, e adorna di altari, dedicati a San Giovanni (il maggiore), alla Vergine del Rosario, al Crocifisso e a San Cristoforo.

### Chiesa parrocchiale di San Giovanni Battista (XVII secolo)
La nuova chiesa parrocchiale di Camarda, si trova in "Piazza Piedi La Terra" (o piazzetta del Duomo), con un lato prospiciente la via della Chiesa. Ha un aspetto settecentesco rurale, costituito da una pianta rettangolare a capanna; la facciata è molto semplice, adornata da un portale con la cornice rettangolare, affiancata da un bassorilievo con una breve descrizione latina sull'edificazione. Il timpano triangolare della sommità è diviso dal resto dell'area da una cornice marcapiano. Sulla destra sorge un semplice campanile in pietra a pianta quadrata. L'interno è a navata unica, in stile barocco, e conserva alcune opere tratte dalla vecchia chiesa di San Giovanni in rovina, come le statue ex voto e i paramenti sacri.
L'elemento interno più importante è l'organo costruito da Adriano Fedri tra il 1770 e il 1780. Ha 23 canne e si conserva perfettamente nel suo stato originale, tranne la pedaliera del 1871. Lo strumento è dotato di due mantici a 4 pieghe, azionati da due staffe di legno con corde.

### Chiesa Madre di Filetto (XVII secolo)
Si trova lungo via della Chiesa in contrada Filetto (piccolo borgo non lontano da Camarda), in pieno centro storico. Ha un aspetto barocco settecentesco con pianta rettangolare a capanna. L'aspetto è molto simile alla parrocchiale di San Giovanni a Camarda, solo che il portale è molto più ornato da una cornice curvilinea, e il campanile sulla destra è una tozza torre di pietra che si fonde con le case, non essendo molto alta.

### Abbazia dei Santi Crisante e Daria (XII secolo)
Si trova nelle campagne di Filetto, realizzata dai signori di Poppleto (l'attuale frazione aquilana di Coppito) nel 1140, anche se è ipotizzabile che una precedente cappella pastorale esistesse già da qualche secolo, poiché il monastero è stato costruito sopra un tempio pagano, come si evince da una colonna d'età repubblicana inglobata all'interno. Il monastero dipese dall'abbazia benedettina di Bominaco, fino al 1264, quando papa Urbano IV trasferì i beni nel monastero di Filetto. L'autonomia dell'abbazia fu confermata nel 1193 da una bolla di Celestino III. Il monastero godette di grande fama, fino alla perdita di possedimenti e alla riduzione dello stesso in semplice chiesa di campagna, a causa dei terremoti e della perdita dei favori dei vescovi. Tutto sommato la chiesa è perfettamente conservata, e mostra un originale stile medievale. Ha pianta rettangolare a capanna, priva di decorazioni significative esterne, tranne delle cornici romaniche presso l'abside semicircolare.
Il portale senza decorazioni significative, si affida per l'effetto al robusto elegante archivolto a filo di muro, con lunetta appena rientrata. L'interno a navata unica è molto più ricco, ornato di affreschi trecenteschi e duecenteschi di ispirazione bizantina, che mostrano alcune scene di vita dei santi dedicatari, mentre quello presso l'abside rappresenta Cristo in trono tra due angeli. Alcuni studiosi hanno ipotizzati che indubbiamente la chiesa è stata influenzata dalle pitture della scuola umbro-nordica, che ha determinato anche la realizzazione degli affreschi di altri monasteri della vallata dell'Aterno, come a San Pellegrino di Bominaco e a San Benedetto in Perillis. Il soffitto è a capriate lignee.

### Grotte rupestri di Filetto
Si trovano in salita della montagna sopra Filetto. La leggenda vuole che le grotte fossero la dimora di San Crisante prima della morte,  prima che gli fosse costruita la chiesa.
Le grotte furono usate fino al XIX secolo come rifugio dei pastori transumanti che viaggiavano da L'Aquila a Foggia e si conservano una fontana scavata apposta nella roccia e una mangiatoia per le pecore.

## Cultura

### Associazioni culturali e d'arma
- Associazione culturale IL TREO, su camardailtreo.it. URL consultato il 31 agosto 2012 (archiviato dall'url originale il 22 luglio 2012).
- Associazione ONLUS Insieme per Camarda, su insiemepercamarda.com. URL consultato il 31 agosto 2012 (archiviato dall'url originale il 28 novembre 2012).
- Gruppo Alpini "Valle Verde di Camarda"

### Genealogia
Camarda è la prima frazione del Comune dell'Aquila, e finora l'unica, per la quale sono disponibili gratuitamente, tramite l'accesso al database del sito familysearch.org/, le immagini digitalizzate dei registri della Chiesa cattolica relativi alla Parrocchia di San Giovanni Battista riguardanti i battesimi, i matrimoni, le morti e lo stato delle anime dall'anno 1606 al 1941. FamilySearch ha reso possibile in questo modo la preservazione di preziosi antichi documenti dall'usura del tempo ed ha dato, a quanti hanno interesse nel cercare i propri antenati o nel voler conoscere di più riguardo alle proprie origini e alla storia della propria famiglia, l'opportunità di poter consultare questi archivi in qualsiasi momento ed in qualunque posto del mondo ove sia disponibile una connessione ad internet.

## Società

### Tradizioni e folclore
Ogni anno, a partire dal 1989, l'associazione culturale "Il Treo" organizza il Presepe Vivente. La rievocazione si contraddistingue per il percorso lungo le caratteristiche piccole vie del centro storico con rievocazione di attività tipiche della tradizione contadina, per la possibilità di degustare alcuni prodotti tipici delle antiche tradizioni rurali e per l'allestimento, al termine del tragitto, della Natività. Come consuetudine il ruolo di Gesù Bambino è ricoperto dall'ultimo nato del paese.